# Opius transbaikalicus
Opius transbaikalicus är en stekelart som beskrevs av Fischer 1999. Opius transbaikalicus ingår i släktet Opius och familjen bracksteklar. Inga underarter finns listade i Catalogue of Life.